# Licey al Medio (kommun)
Licey al Medio är en kommun i Dominikanska republiken.   Den ligger i provinsen Santiago, i den centrala delen av landet, 120 km nordväst om huvudstaden Santo Domingo. Antalet invånare i kommunen är cirka 26 000.